# Sternopygus macrurus
Sternopygus macrurus, in Suriname ook grijze mesvis of logo logo genoemd, is een straalvinnige vissensoort uit de familie van de Amerikaanse mesalen (Sternopygidae). De wetenschappelijke naam van de soort is voor het eerst geldig gepubliceerd in 1801 door Bloch & Schneider.
De vis is bentopelagisch en kan dus wel zweven in het water, maar leeft meestal toch bij of op de bodem. Het is een zoetwatervis die in moerassen, kreken en rivieren voorkomt. De vis heeft een mesvormig lichaam dat tot een meter lengte kan reiken. Het is een (zwak) elektrische vis die zijn elektrische orgaan en receptoren gebruikt bij het aantrekken van een partner. Het wijfje legt tot 6000 eitjes die na een dag of vier uitkomen. De vis is na een jaar volwassen. Het dier eet vooral kleine ongewervelde dieren.
De grijze mesvis komt in grote delen van Zuid-Amerika voor, onder andere in het Brokopondostuwmeer van Suriname. In Brazilië is aangetoond dat de koraalslang Micrurus surinamensis een natuurlijk vijand van de vis is. Ook de gladde slang Hydrops martii is een predator.